# Vrijhaven
Een vrijhaven is een haven met bijzondere vrijstellingen, bijvoorbeeld de vrijstelling van betaling van belasting, hier kunnen dus schepen van alle naties vrij binnenlopen om er bijvoorbeeld handel te drijven.
Nauw verwant zijn de vrijsteden waarheen mensen, die (al dan niet per ongeluk) iemand hadden gedood, vroeger heen konden vluchten.
Het begrip vrijhaven wordt ook gebruikt voor plekken waar illegale zaken worden gedoogd of niet gecontroleerd.

## Voorbeelden
- Haven van Monte Cristi gedurende de gouden eeuw, veel bezocht door piraten en vijanden van de Spanjaarden.
- Haven van Hongkong (een van de grotere containerhavens ter wereld.)
- Port Louis, haven van Mauritius: De uitbreiding van de internationale wateren tot het havengebied, zorgt ervoor dat de haven aan de controle van de autoriteiten ontsnapt. Mauritius profiteert zo van de geldstromen (onder meer via hundi-transacties) en werkgelegenheid van een haven waar illegale praktijken (zoals handel in vervalste geneesmiddelen) ongehinderd kunnen plaatsvinden.
- Zanzibar: De haven wordt niet erkend door Tanzania, maar er is geen doorvoercontrole.
- De laatste vrijhaven van Nederland is de Noorderhaven (Groningen): Schepen mogen aanleggen zolang er plaats is en er een vrije doorvaartbreedte van 10 meter tussen blijft. Dit geeft frictie doordat bij terugkomst van de terugkerende 5-jarige verfbeurt voor langdurige woonbootbewoners soms ineens geen plek meer is. In de toekomst wil de gemeente Groningen vanwege aanhoudende verpaupering alleen nog goed onderhouden historische schepen toestaan in deze haven.
- De haven van Barcadera in Aruba heeft een vrije zone. Er is ook een vrije zone in Bushiri.[1]